# Марі Еліна Кніхтіля
Марі Еліна Кніхтіля (фін. Mari Elina Knihtilä; нар. 6 липня 1971, Валкеала (нині у складі Коуволи), Фінляндія) — фінська актриса театру і кіно.
У 1996 році закінчила курси у театральній академії в Гельсінкі.

## Вибіркова фільмографія
- Філософський камінь (1996)
- Озеро (2006)

| Актор | Це незавершена стаття про акторку. Ви можете допомогти проєкту, виправивши або дописавши її. |